# Gärstenhörner
Les Gärstenhörner sont une barre de trois cimes située dans les Alpes, en Suisse. Elle culmine à 3 183 mètres d'altitude dans les Alpes bernoises.

## Situation
Les Gärstenhörner sont une chaîne de trois sommets axée du nord au sud sur la frontière entre le canton de Berne et celui du Valais. Elle marque la ligne de partage des eaux entre la mer Méditerranée et la mer du Nord. En effet, sur l'est de la chaîne s'épanche le glacier du Rhône et sur l'ouest l'Aar, affluent du Rhin.
Elle est composée de trois cimes, du nord au sud :
- Hinder Gärstenhorn 3 173 mètres d'altitude 46° 36′ 06,73″ N, 8° 21′ 42,73″ E ;
- Mittler Gärstenhorn 3 183 mètres d'altitude 46° 35′ 53,12″ N, 8° 21′ 41,47″ E ;
- Vorder Gärstenhorn 3 166 mètres d'altitude 46° 35′ 31,6″ N, 8° 21′ 47,84″ E.